# Luis Lucia
Luis Lucia Mingarro (Valencia, 24 maggio 1914 – Madrid, 13 marzo 1984) è stato un regista e sceneggiatore spagnolo.

## Filmografia

### Regista
- Un hombre de negocios (1945)
- Il ribelle dei contrabbandieri (Un ángel tuvo la culpa) (1960)
- Marisol la piccola madrilena (Un rayo de luz) (1960)
- Il principe dei vichinghi (El príncipe encadenado) (1960)
- Ha llegado un ángel (1961)
- Crucero de verano (1964)
- Grandes amigos (1967)
- Entre dos amores (1972)

### Regista e sceneggiatore
- El 13-13 (1944)
- La princesa de los Ursinos (1947)
- 2 cuentos para 2 (1947)
- La corrida della morte (Currito de la Cruz) (1949)
- Noche de Reyes (1949)
- La regina della Sierra Morena (La duquesa de Benamejí) (1949)
- Due madri (De mujer a mujer) (1950)
- Andalusia (El sueño de Andalucía) (1951)
- Tra due bandiere (Lola, la piconera) (1952)
- Cerca de la ciudad (1952)
- Amore di zingara (La hermana San Sulpicio) (1952)
- Gloria Mairena (1952)
- Aeropuerto (1953)
- Jeromín (1953)
- Un caballero andaluz (1954)
- Morena Clara (1954)
- La hermana alegría (1955)
- La lupa (1955)
- Esa voz es una mina (1956)
- El piyayo (1956)
- La vida en un bloc (1956)
- Un marido de ida y vuelta (1957)
- La muralla (1958)
- Molokai, l'isola maledetta (Molokai, la isla maldita) (1959)
- Canción de juventud (1962)
- Marisol contro i gangster (Tómbola) (1962)
- Rocío de La Mancha (1963)
- Zampo y yo (1966)
- Las 4 bodas de Marisol (1967)
- Solos los dos (1968)
- Pepa Doncel (1969)
- La orilla (1971)
- La novicia rebelde (1972)

### Sceneggiatore
- El hombre que se quiso matar, regia di Rafael Gil (1942)
- ¡A mí la legión!, regia di Juan de Orduña (1942)
- Andalusia (Andalousie), regia di Robert Vernay (1951)